# Bușteni
Bușteni è una città della Romania di 8 368 abitanti, ubicata nel distretto di Prahova, nella regione storica della Muntenia. Dista 129 km da Bucarest e a 37 km da Brașov. 
Fa parte dell'area amministrativa anche la località di Poiana Ţapului.
La città è circondata da montagne elevate, con le cinque principali vette che superano largamente i 2000 m di quota.
Presso la cima di uno di essi, il Monte Caraiman (2384 m), alla quota di 2291 m, si erge una croce metallica (Crucea Eroilor Neamului) alta 25 m a ricordo dei caduti nelle aspre battaglie che si svolsero sulle alture circostanti la città durante la prima guerra mondiale.
Oggi Breaza è una località a vocazione prettamente turistica, sia per la vicinanza di alcune importanti stazioni sciistiche, in particolare Sinaia, sia per la sua posizione che ne fa una base di partenza per numerose escursioni e scalate.

## Monumenti e luoghi d'interesse
- La casa dello scrittore Cezar Petrescu (1892-1961), costruita nel 1918 secondo lo stile architettonico tradizionale, oggi trasformata in un museo di suoi cimeli.
- Il Castello Cantacuzino, fatto costruire dal principe Gheorghe Grigore Cantacuzino nel 1910
- La Chiesa signorile, voluta dal Re Carlo I di Romania e dalla Regina Elisabetta, costruita nel 1889, caratterizzata da uno stile molto particolare; l'interno è ricco di decorazioni pittoriche e gran parte delle icone sono state dipinte da Gheorghe Tattarescu.

## Infrastrutture e trasporti
Bușteni è attraversata dalla Strada Nazionale DN1 (Strada europea E60) e viene servita dalla stazione ferroviaria Gara Bușteni con treni da e verso Brasov e Bucarest.

## Amministrazione

### Gemellaggi
- Francia, Moissy-Cramayel
- Tunisia Djerba-Midoun

## Galleria d'immagini

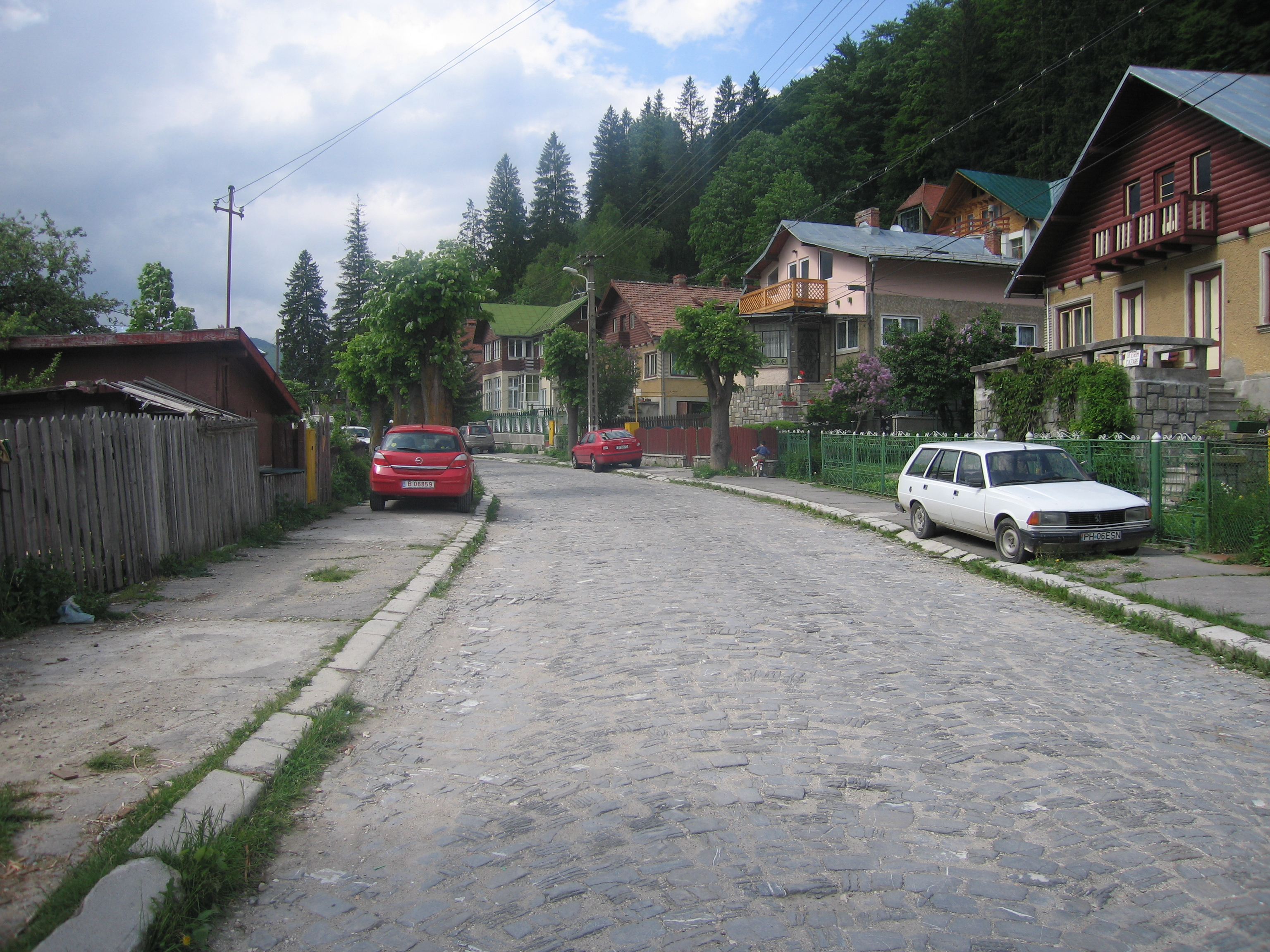
Vista del paese.
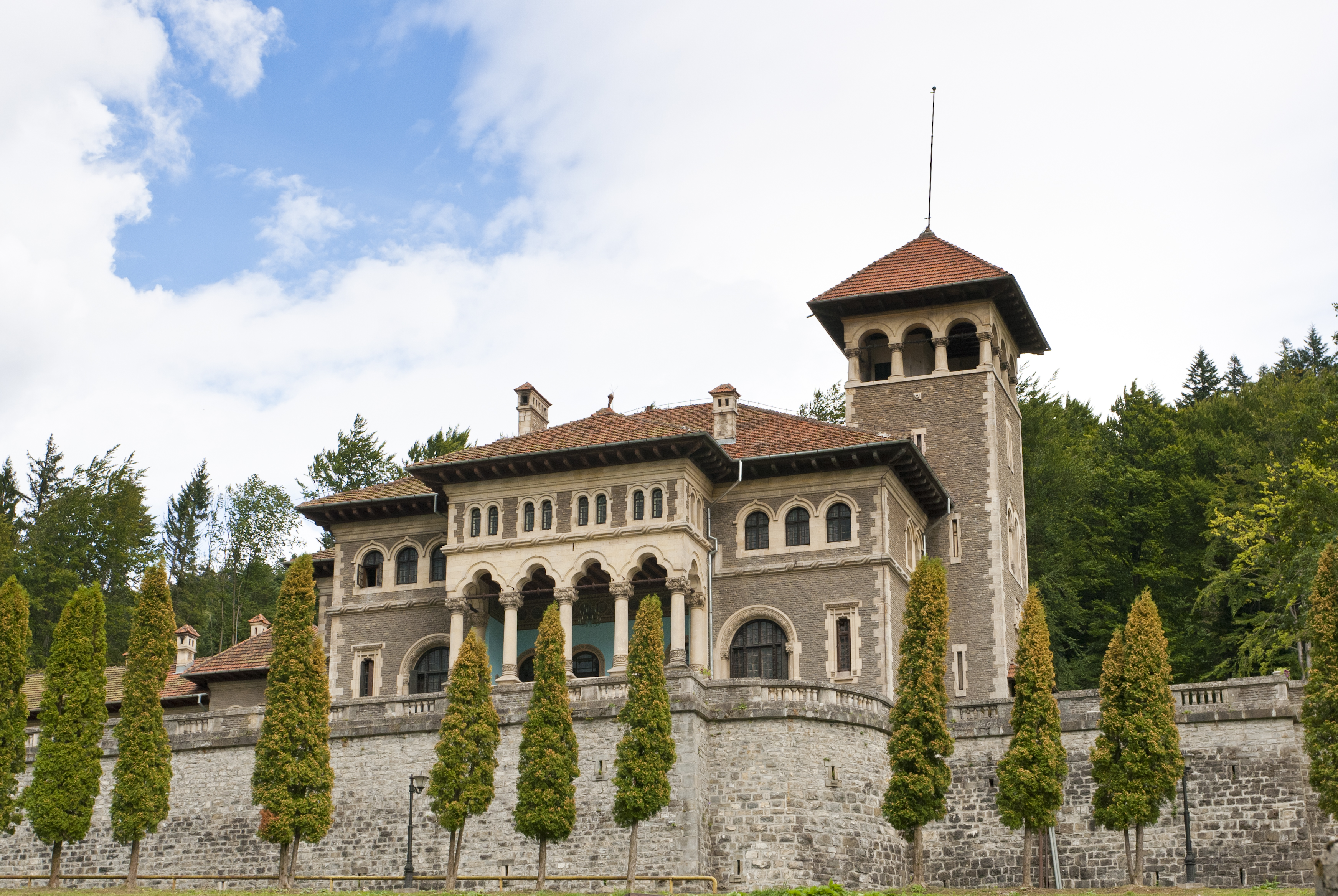
Il castello Cantacuzino
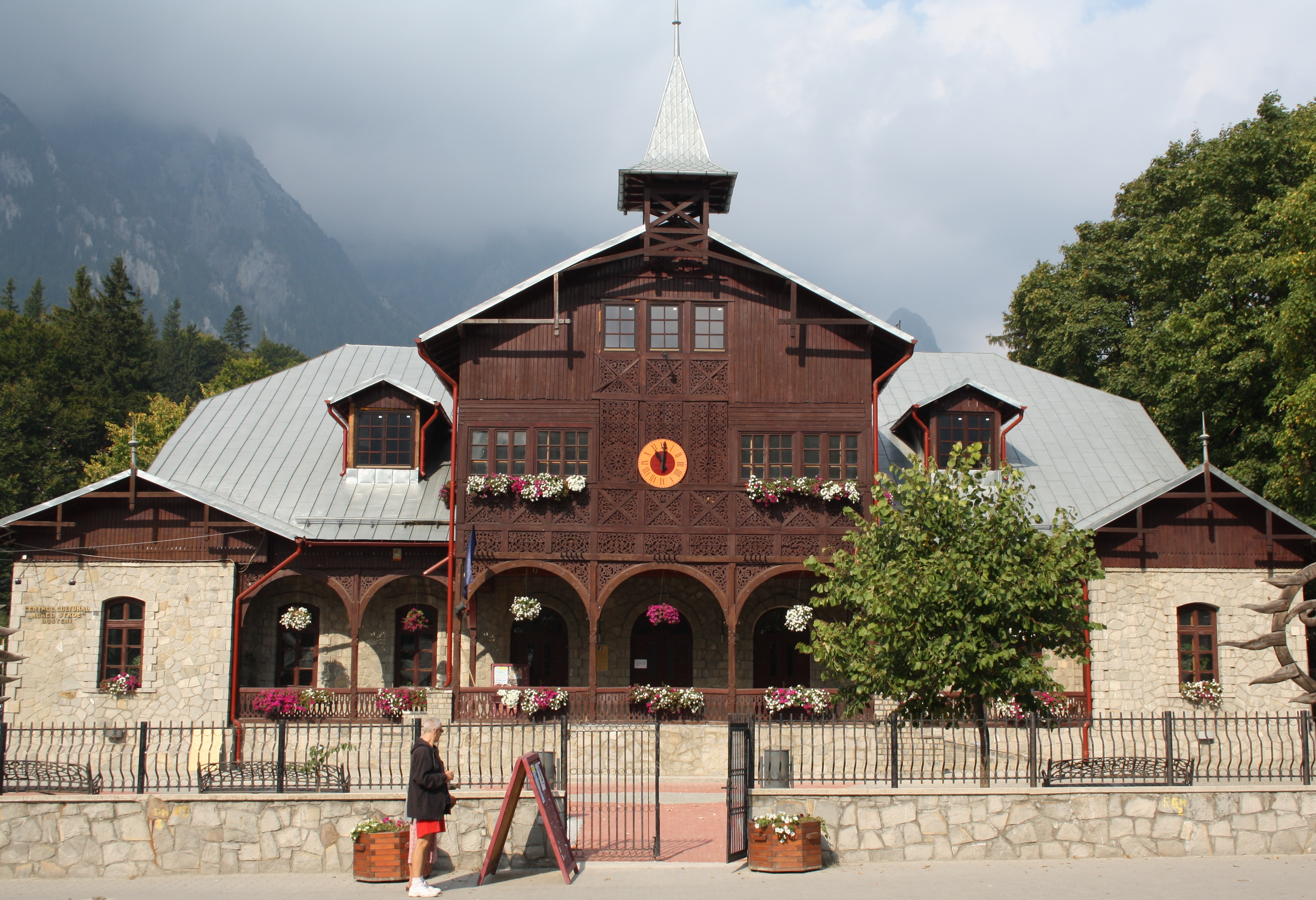
Centro culturale
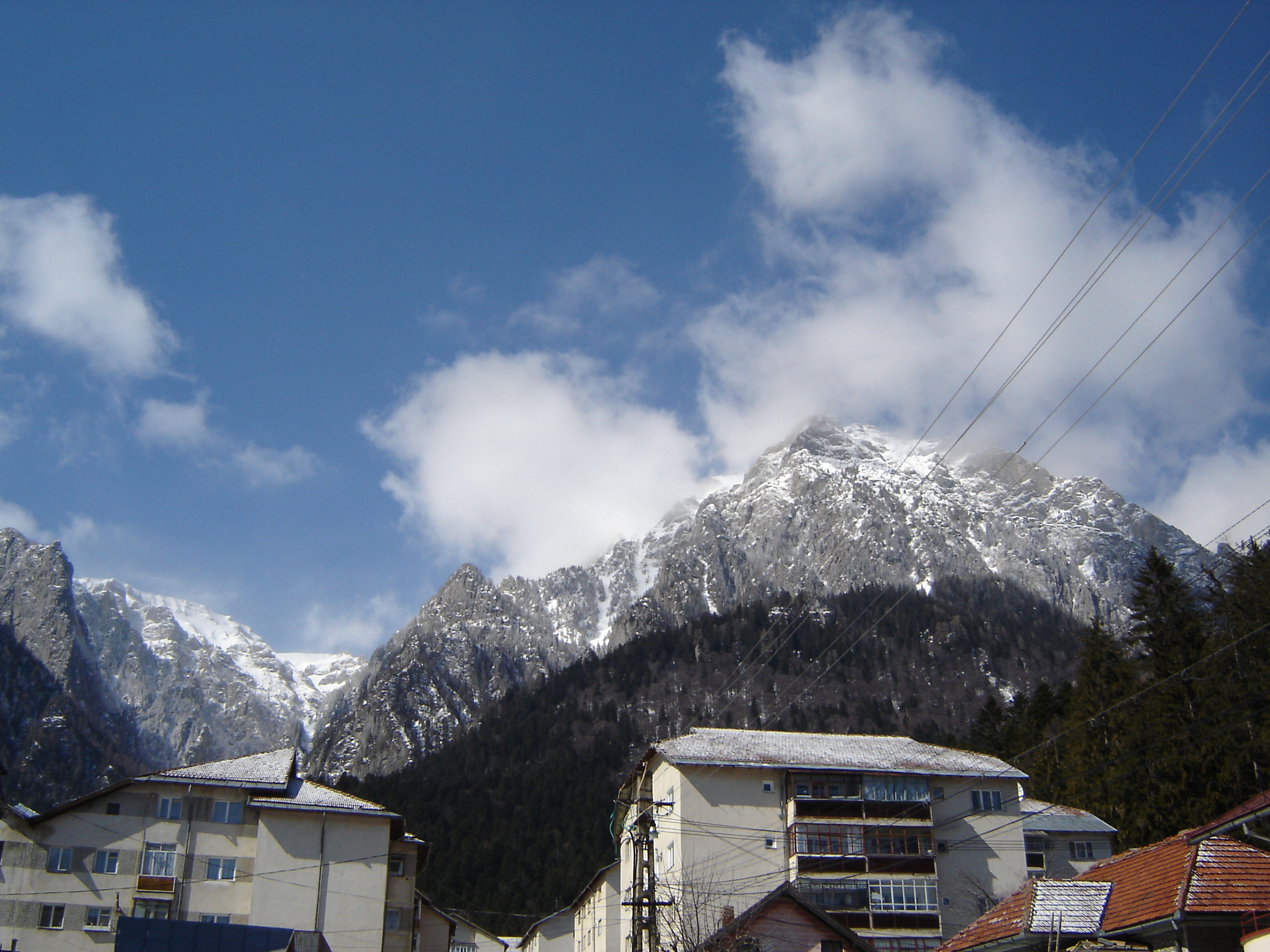
Il Monte Caraiman.
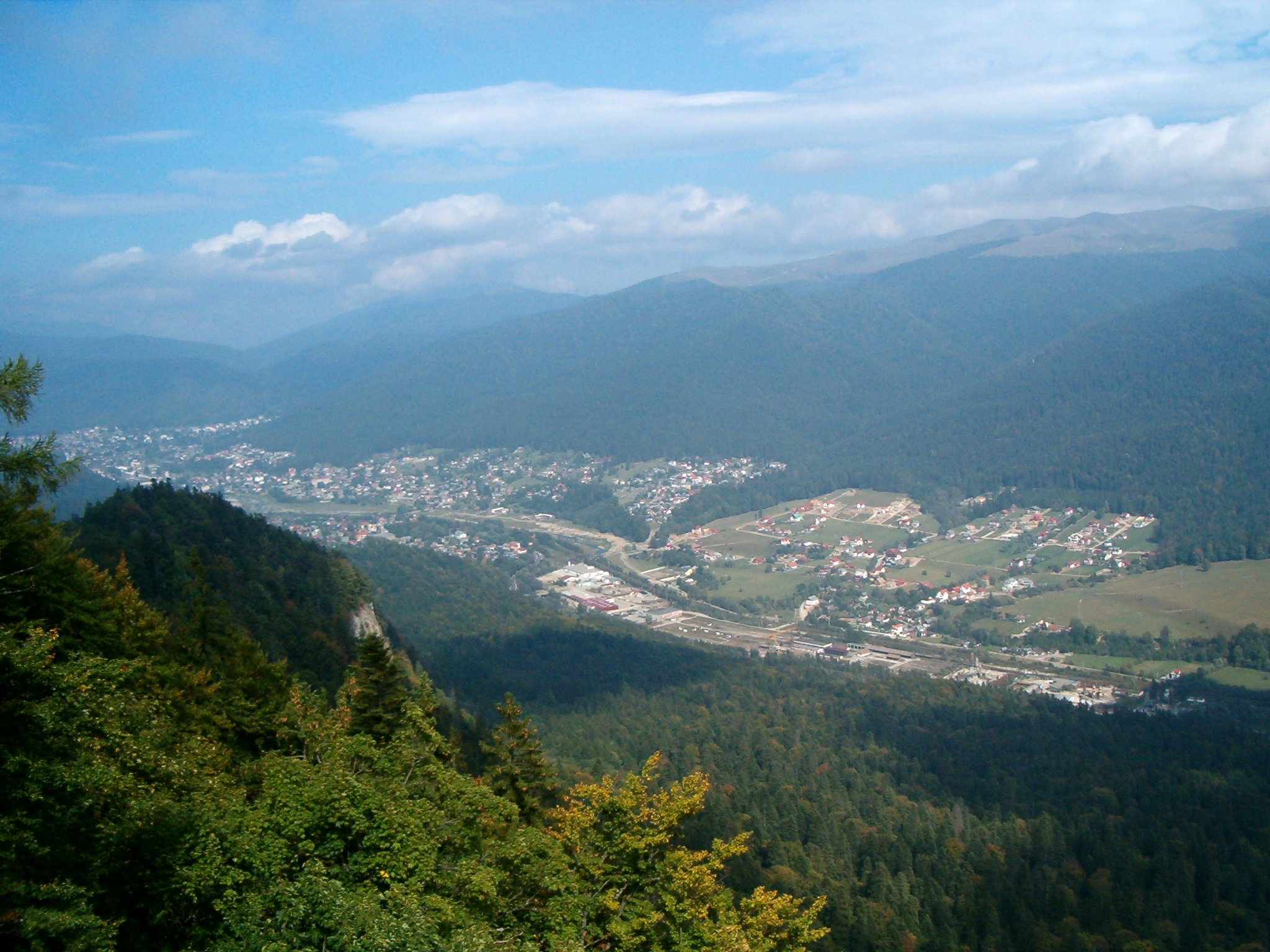
Panorama.